# 贝尔蒙特德坎波斯
贝尔蒙特德坎波斯，是西班牙卡斯蒂利亚-莱昂帕伦西亚省的一个市镇。 总面积16平方公里，总人口32人（2001年），人口密度2人/平方公里。